# Jean Lefeuvre (peintre)
Pour les articles homonymes, voir Lefeuvre.
Jean Lefeuvre, né le 6 août 1882 à Saint-Germain-le-Guillaume et mort le 31 décembre 1974 à Ernée, est un peintre paysagiste français.

## Parcours
Jean Lefeuvre, après avoir reçu les enseignements de Tony Robert-Fleury et Jules Lefebvre à l'Académie Julian, entre aux Beaux-Arts de Paris en 1901 où plusieurs de ses œuvres sont d’ailleurs conservées. Il suit les cours de Joseph Blanc, entre autres. Il décroche le prix de Rome en 1908 et entreprend un séjour à la villa Médicis.  Par la suite, il enseigne dans cette école jusqu'en 1947.
Il se spécialise dans l’exécution de paysages, privilégie l'aquarelle et expose au Salon des indépendants.
En 1914, il obtient la médaille d'or au Salon des artistes français ; plus tard, il reçoit la médaille d'argent à l'Exposition universelle de 1937. Il exécute de grands panneaux décoratifs pour les paquebots de la Compagnie des messageries maritimes.
Dans les années 1950-1960, Jean Lefeuvre reçoit de l'Institut monétaire commande de plusieurs projets de billets de banque. On lui doit entre autres les dessins exécutoires des 5 000 francs Henri IV, 10 francs Voltaire, 100 francs Corneille et 500 francs Molière.
Jean Lefeuvre a été fait chevalier de la Légion d'honneur.